# 上海轨道交通17号线 (2000年方案)
上海轨道交通17号线为上海市一个已经终止的地铁项目规划，由嘉闵线与20号线取代。本线在2010年前的规划中番号定为17号线，2011年后改为20号线，其中虹桥火车站站至莘庄站段曾被划入5号线北延伸段，编号L3，为上海市规划中的轨道交通路线之一。自2011年起，上海轨道交通规划、建设线路番号进行调整，原上海轨道交通20号线调整为17号线，本线改为20号线。本线起訖站為杨浦区的共青森林公園站至闵行区的莘莊站，其中寶山工業園區站至虹桥火車站站的一期工程，全长17.2公里，共设13站，为上海2010~2020年规划建设线路，寶山工業園區以東線路段及虹橋火車站以南線路段目前尚無規劃建設時間表。
本线南翔站至莘庄站段于2016年于新一轮轨道交通编制中改为市域铁路并改称嘉闵线，并分别北延伸至太仓，南延伸至银都路站。原规划中南翔站以东取消，本线原江杨南路至共青森林公园段由新规划的20号线覆盖，西段使用原16号线线位延伸至交通路站。

## 規劃換乘車站
- 嫩江路站 — 換乘8號線
- 三门路站 — 換乘10號線
- 政立路站（現上海財經大學站）— 換乘18號線
- 江灣鎮站 — 換乘3號線
- 彭浦新村站 — 換乘1號線
- 場中路站 — 換乘7號線
- 丰翔路站 — 換乘15號線
- 南翔站 — 換乘11號線
- 金园五路站（現樂秀路站） — 換乘14號線
- 金运路站 — 換乘13號線
- 虹橋火車站站 — 換乘2號線、10號線、17號線、机场联络线
- 七莘路站 — 換乘12號線
- 七寶站 — 換乘9號線
- 莘莊站 — 換乘1號線、5號線、金山铁路